# Smaczliwka
Smaczliwka, awokado (Persea Mill.) – rodzaj wiecznie zielonych drzew z rodziny wawrzynowatych (Lauraceae). Obejmuje w zależności od ujęcia systematycznego od ok. 80, poprzez 108 do nawet ok. 200 gatunków. Występują one w Ameryce Północnej i Południowej, nieliczne gatunki także w Azji południowo-wschodniej. Dwa gatunki (smaczliwka indyjska i Persea barbujana) rosną na wyspach Makaronezji. 
Ważną rośliną użytkową wykorzystywaną od co najmniej 7000 lat p.n.e. jest smaczliwka wdzięczna, zwana też awokado właściwym. Szeroko rozprzestrzeniona i uprawiana w strefie tropikalnej. Inne gatunki uprawiane są jako ozdobne lub ciekawostki botaniczne. Drewno P. nanmu wykorzystywane jest w Chinach do wyrobu trumien. Z drewna P. thunbergii w Japonii wyrabiano pełne koła do wozów.

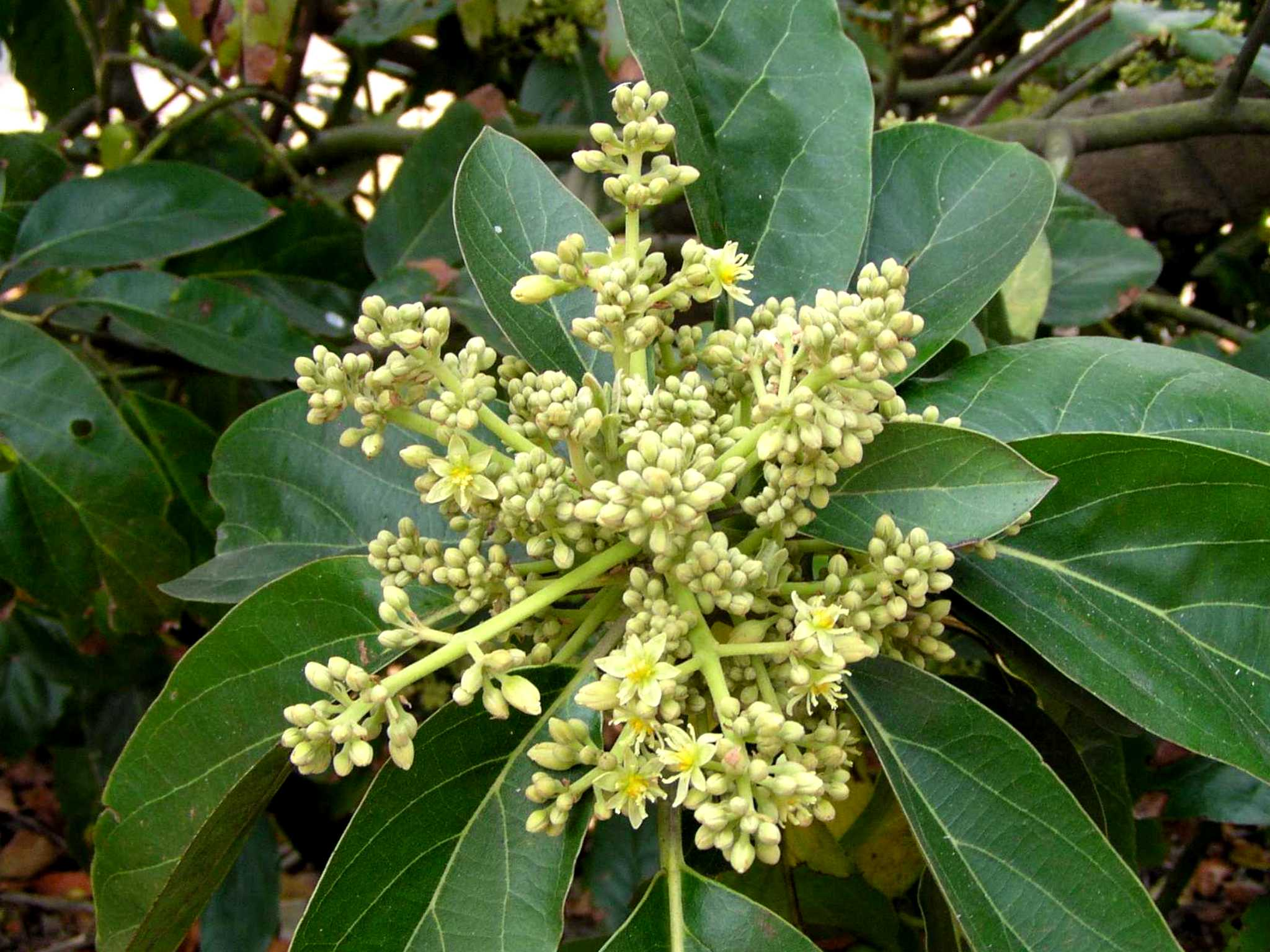
Kwiatostan Persea americana

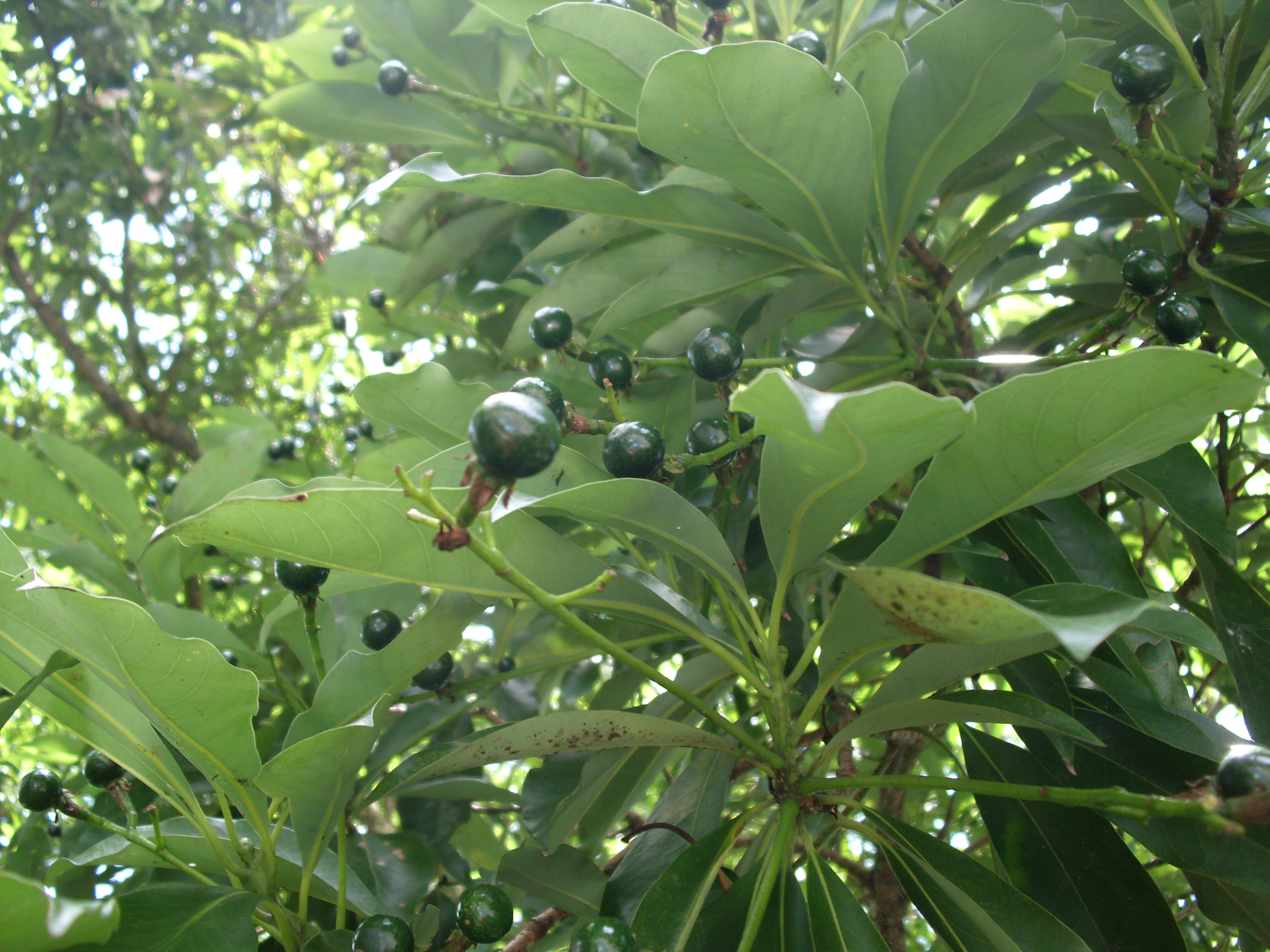
Persea japonica

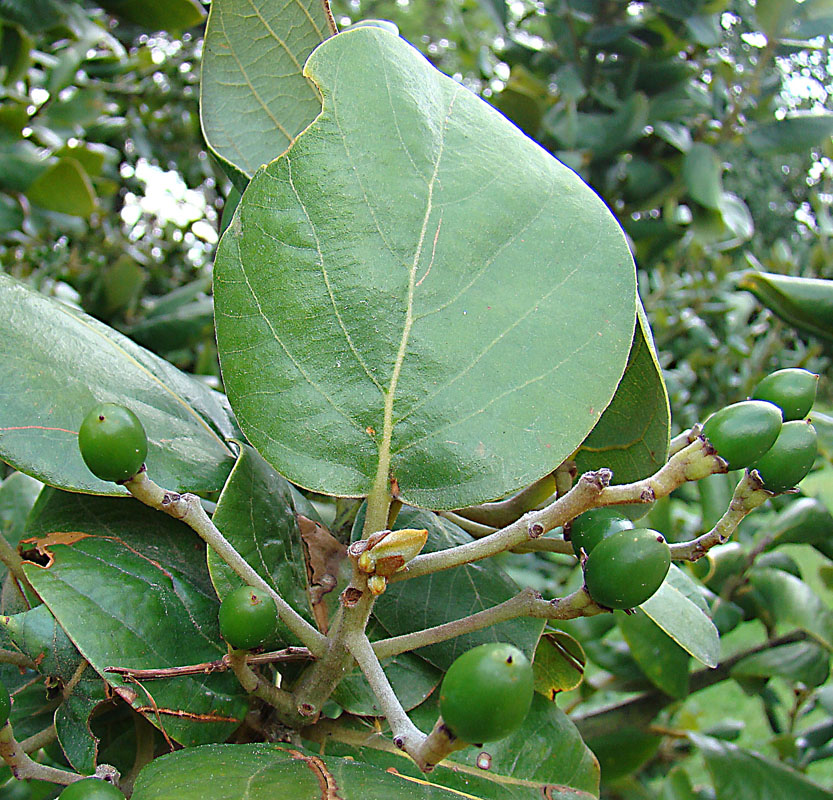
Persea lingue

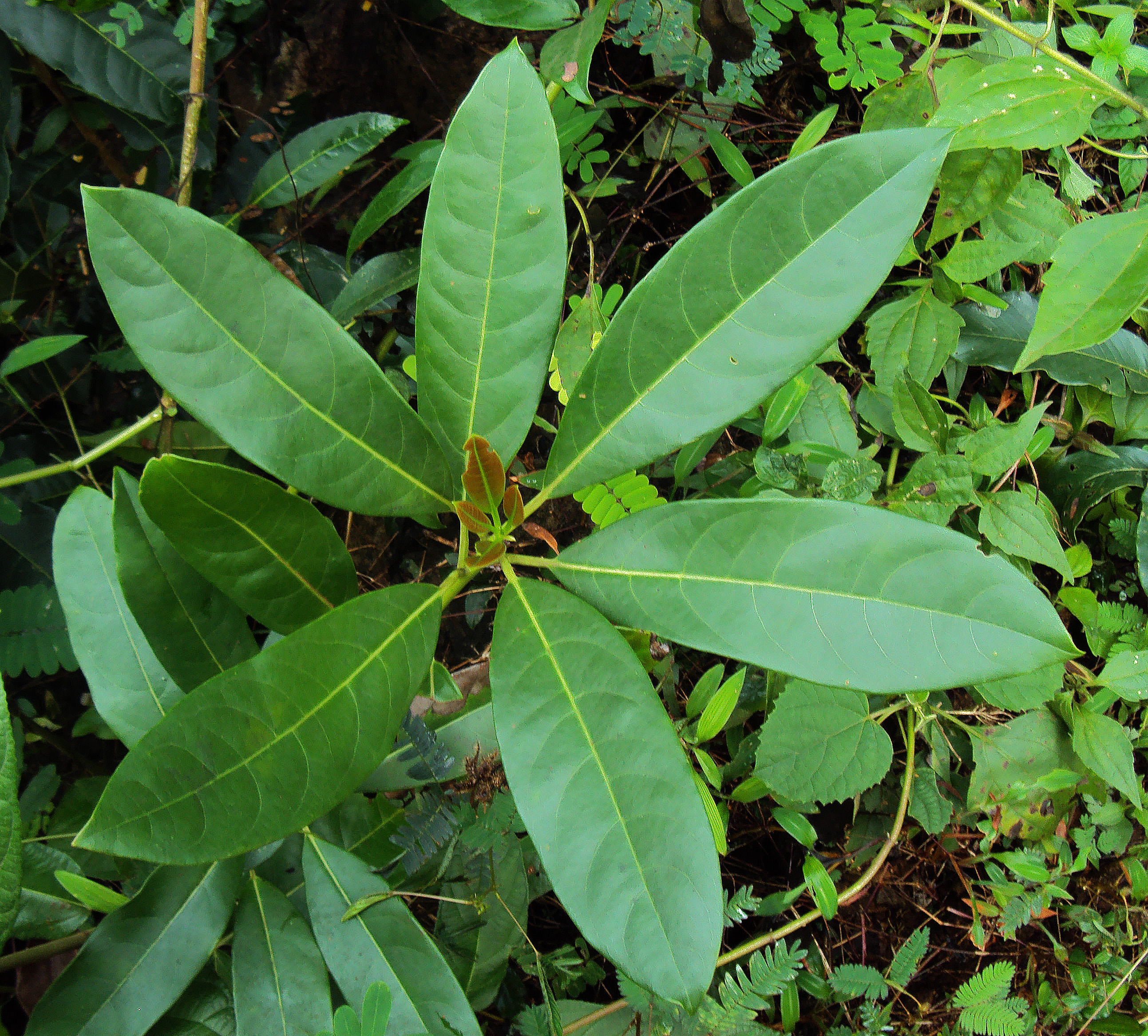
Persea macrantha

## Morfologia
PokrójZimozielone krzewy i średniej wielkości drzewa (do 20 m wysokości) o cienkiej, czerwonobrązowej korze.
LiścieSkrętoległe i aromatyczne. Cienkie do skórzastych, zwykle mniej lub bardziej owłosione (z wiekiem łysiejące), pierzasto użyłkowane, z wiązkami bocznymi łukowatymi, silnie wygiętymi przy brzegach liścia.
KwiatyObupłciowe (czasem jednopłciowe), długoszypułkowe, zebrane w wierzchotki wyrastające w kątach liści. Okwiat trwały lub odpadający, jego 6 listków jest omszonych, żółtawych, równych lub zewnętrzne są nieco krótsze od wewnętrznych. Pręcików jest 9 w trzech okółkach, poza tym w kwiecie znajdują się 3 prątniczki. Zalążnia pojedyncza, kulistawa, zwieńczona niewielkim, spłaszczonym znamieniem.
OwoceKulistawe i drobne (np. u P. thunbergii do 1 cm długości) lub większe i jajowate (do 25 cm długości). Gruby egzokarp otacza miąższ (mezokarp) oraz pojedyncze nasiono. Ze względu na brak endokarpu owoc ten jest jednonasienną jagodą, z nasionem otoczonym cienką łupiną nasienną. Z uwagi jednak na podobieństwo morfologiczne część autorów zalicza ten owoc do pestkowców.

## Systematyka
Pozycja systematyczna
Jeden z około 50 rodzajów zaliczanych do rodziny wawrzynowatych (Lauraceae), wchodzącej w skład rzędu wawrzynowców (Laurales). Rodzaj w różnych ujęciach jest scalany lub wyodrębniane są z niego rośliny z takich rodzajów jak: Apollonias, Machilus i Phoebe, co znacząco wpływa na liczbę należących do niego gatunków (od ok. 80 do ok. 200).
Wykaz gatunków
- Persea alba Nees & Mart.
- Persea albida Kosterm.
- Persea albiramea van der Werff
- Persea alpigena (Sw.) Spreng.
- Persea americana Mill. – smaczliwka wdzięczna, awokado właściwe
- Persea areolatocostae (C.K.Allen) van der Werff
- Persea aurata Miq.
- Persea barbujana (Cav.) Mabb. & Nieto Fel.
- Persea benthamiana Meisn.
- Persea bernardii L.E.Kopp
- Persea bilocularis L.E.Kopp
- Persea boldufolia Mez
- Persea borbonia (L.) Spreng.
- Persea brenesii Standl.
- Persea brevipes Meisn.
- Persea brevipetiolata van der Werff
- Persea buchtienii O.C.Schmidt
- Persea bullata L.E.Kopp
- Persea caerulea (Ruiz & Pav.) Mez
- Persea caesia Meisn.
- Persea campii L.E.Kopp
- Persea chamissonis Mez
- Persea chrysantha Lorea-Hern.
- Persea chrysophylla L.E.Kopp
- Persea cinerascens S.F.Blake
- Persea conferta L.E.Kopp
- Persea corymbosa Mez
- Persea costata Meisn.
- Persea croatii van der Werff
- Persea croizatii van der Werff
- Persea cuatrecasasii Kosterm.
- Persea cuneata Meisn.
- Persea donnell-smithii Mez
- Persea fastigiata L.E.Kopp
- Persea fendleri van der Werff
- Persea ferruginea Kunth
- Persea filipes Rusby
- Persea fuliginosa Nees & Mart.
- Persea fulva L.E.Kopp
- Persea fusca Mez
- Persea glabra van der Werff
- Persea grandiflora L.E.Kopp
- Persea haenkeana Mez
- Persea hexanthera L.E.Kopp
- Persea hintonii C.K.Allen
- Persea hirta Nees
- Persea humilis Nash
- Persea hypoleuca (A.Rich.) Mez
- Persea indica (L.) Spreng. – smaczliwka indyjska
- Persea jariensis Vattimo-Gil
- Persea jenmanii Mez
- Persea julianae van der Werff
- Persea kostermansii I.M.Turner
- Persea krugii Mez
- Persea laevifolia van der Werff
- Persea lemensis H.Ferrer & Sanoja
- Persea liebmannii Mez
- Persea lingue (Ruiz & Pav.) Nees
- Persea longipes (Schltdl.) Meisn.
- Persea maguirei L.E.Kopp
- Persea major (Meisn.) L.E.Kopp
- Persea meridensis L.E.Kopp
- Persea microneura Meisn.
- Persea microphylla (Mez) Mez
- Persea mutisii Kunth
- Persea negracotensis O.C.Schmidt
- Persea nivea Mez
- Persea nudigemma van der Werff
- Persea oblongifolia L.E.Kopp
- Persea obovata Nees & Mart.
- Persea obscura Lorea-Hern.
- Persea obtusifolia L.E.Kopp
- Persea pajonalis van der Werff
- Persea pallescens (Mez) Lorea-Hern.
- Persea palustris (Raf.) Sarg.
- Persea pedunculosa Meisn.
- Persea perglauca Lundell
- Persea perseiphylla (C.K.Allen) van der Werff
- Persea peruviana Nees
- Persea povedae W.C.Burger
- Persea pseudofasciculata L.E.Kopp
- Persea pumila P.L.R.Moraes & R.S.Pacheco
- Persea punctata Meisn.
- Persea purpusii L.E.Kopp
- Persea raimondii O.C.Schmidt
- Persea rigens C.K.Allen
- Persea rigida Nees & Mart.
- Persea rufescens Lundell
- Persea rufotomentosa Nees & Mart.
- Persea ruizii J.F.Macbr.
- Persea schiedeana Nees
- Persea sericea Kunth
- Persea sessilis Standl. & Steyerm.
- Persea silvatica van der Werff
- Persea sphaerocarpa (H.J.P.Winkl.) Kosterm.
- Persea splendens Meisn.
- Persea sprucei Kosterm.
- Persea standleyi C.K.Allen
- Persea stricta Mez
- Persea subcordata (Ruiz & Pav.) Nees
- Persea trollii O.C.Schmidt
- Persea urbaniana Mez
- Persea vanderwerffii Doweld
- Persea venosa Nees & Mart.
- Persea veraguasensis Seem.
- Persea vesticula Standl. & Steyerm.
- Persea weberbaueri Mez
- Persea willdenovii Kosterm.